# Суприя Деви
Суприя Чоудхури, известная также как Суприя Деви (бенг. সুপ্রিয়া দেবী; 8 января 1933, Мьичина, Британская Бирма — 26 января 2018, Калькутта) — индийская актриса

, снимавшаяся в фильмах на бенгальском языке. Наиболее известная роль — Нита в драме «Звезда за тёмной тучей» (1960) Ритвика Гхатака. Актриса награждена индийским орденом Падма Шри в 2014 и высшей наградой правительства Западной Бенгалии Банга Бибхушан в 2011.

## Биография
Родилась 8 января 1933 года в Мьичине, Британская Бирма (ныне Мьянма), получив при рождении имя Кришна Банерджи. С детства обучалась танцам под руководством Гуру Мурутаппана Пилла и Гуру Прахлада Даса. Она дебютировала на сцене в семилетнем возрасте, сыграв в двух пьесах, поставленных её отцом Гопалом Чандрой Банерджи.
В 1942 году, в связи с неизбежным нападением японцев, их семья, как и тысячи других, решила покинуть страну и предприняла пешее путешествие на территорию Индии. В 1948 году они обосновались в Калькутте, потеряв при переселении статус семьи высшего среднего класса, что позволило Суприе в дальнейшем присоединиться к киноиндустрии.
Впервые она снялась в кино в 1952 году, сыграв второстепенную роль в фильме Basu Paribar с Уттамом Кумаром.
В 1954 году Суприя вышла замуж за Бисваната Чоудхури, родила дочь Сому и ненадолго оставила кинематограф. Она вновь начала сниматься после того как развелась в 1958 году.
Известность пришла к ней в 1959 году после ролей в хитах Sonar Harin, в котором также играл Уттам Кумар, и Amrapali, где она продемонстрировала свои навыки танцовщицы. Следующий год принёс ей культовый статус после её чуткого и трогательного изображения единственного кормильца семьи беженцев на фоне раздела Индии в фильме «Звезда за тёмной тучей».
В 1960-х годах она сыграла множество сексуально раскрепощенных, напористых персонажей, редких в кино того времени. Так в Lal Pathar (1964) она изобразила бенгальскую вдову, которая решает стать супругой заминдара, только чтобы оказаться поглощенной ревностью, когда тот приводит в дом новую невесту. В Bilambita Loy (1970) её героиня — успешная певица, которая решает отказаться от своего мужа-алкоголика и не испытывает чувства вины.
Её совместная работа с Уттамом Кумаром привела к созданию мегапопулярных фильмов, таких как Sanyasi Raja, Baghbandi Khela, Chirodiner, Sabarmati, Suno Baranari, Bon Palashir Padavali, Kalankini Kankabati и Sudhu Ekti Bachar. Они были парой не только на экране, но и в жизни, и жили вместе с 1963 года вплоть до его кончины в 1980 году. Среди других бенгальских фильмов актрисы: Debdas (1979), где она сыграла куртизанку Чандрамукхи, Jadi Jantem, Chowringhee, Sabyasachi, Dui Purush, Mon Niye и Atmiyo Swajan. Она также снялась в нескольких фильмах на хинди, таких как Begaana, Door Gagan Ki Chhaon Mein и Aap ke Parchhaiyan.
В последний раз на большом экране актриса появилась в 2006 году, снявшись в американской драме «Тёзка» Миры Наир.
Роли в картинах Teen Adhay (1968) и Chhinnapatra (1972) принесли ей две Bengal Film Journalists' Association Awards.
За заслуги в области искусства Супри Деви была отмечена Filmfare Award (East) за пожизненные достижения в 2017, четвёртой по старшинству гражданской наградой от правительства Индии Падма Шри в 2014 и высшей наградой правительства Западной Бенгалии Банга Бибхушан в 2011.
Актриса скончалась в Калькутте 26 января 2018 года в результате остановки сердца в возрасте 85 лет.